# Snamprogetti
Snamprogetti S.p.a. è stata una società di ingegneria leader nel settore della progettazione e costruzione di grandi impianti onshore, come raffinerie, pipeline e attività ambientali nel campo degli idrocarburi, appartenente al gruppo Eni.
Aveva la sede centrale a San Donato Milanese e sedi periferiche a San Giuliano Milanese, Roma, Vibo Valentia, Fano e Monterotondo; la sede di Monterotondo appartiene oggi al Consiglio Nazionale delle Ricerche e ospita il Campus "Adriano Buzzati Traverso" facente capo all'Area della ricerca di Montelibretti.
Era tra i leader mondiali dell'ingegneria.

## Storia
Viene fondata nel 1956 da Eni come Snam Progetti S.p.A., che le conferisce il Servizio Tecnico I (studi, progetti e costruzioni edili) con la volontà di trasformarla nella società del gruppo specializzata nella progettazione e nella costruzione di condotte (gasdotti ed oleodotti) onshore, su terraferma: con il passare del tempo amplierà le sue competenze anche alla realizzazione di impianti chimici e petrolchimici.
A cavallo tra il 1950 ed il 1965 cura anche la progettazione delle stazioni di servizio Agip, dei Ristoragip e dei motel Agip (gli ultimi due riuniti in SEMI).
Costruisce in Giordania nel 1958 la prima raffineria del paese (e, a quanto risulta nel 2015, ancora oggi l'unica).
Nel 1962 viene fusa in Snam, per tornare ad essere nuovamente autonoma nel 1966: successivamente assume il nome di Snamprogetti S.p.A..
Negli anni settanta progetta il Terzo Palazzo Uffici della sede Eni di San Donato Milanese e il tratto tunisino del gasdotto Transmed. È impegnata anche nella costruzione dei 1.700 km di oleodotto tra Tanzania e Zambia.
Nel 1991 entra nel business della costruzione delle ferrovie ad alta velocità in Italia, costituendo i consorzi Cepav Uno e Cepav Due.
Nel 1997 realizza i 40 km di metanodotto che collegano il Terminale GNL Adriatico a Cavarzere: successivamente collabora alla costruzione di Blue Stream
Al 2004 in tutta la sua storia ha costruito 70 impianti in 101 paesi, 74.500 km di condotte onshore e 21.500 km sottomarine.
Nel 2006 Saipem, specializzata nei progetti Offshore, acquista Snamprogetti da Eni per 680 milioni di euro, diventando leader mondiale del settore estrazione ed esplorazione idrocarburi.
Nel 2008 viene incaricata della progettazione di Nord Stream.
Nello stesso anno è definitivamente incorporata in Saipem S.p.A., divenendo la divisione "Onshore" del gruppo.
È ancora presente, come controllata del gruppo Saipem, in altri stati come Romania (Snamprogetti Romania) e Arabia Saudita (Snamprogetti Saudi Arabia).

## Scoperte
La società aveva un laboratorio di ricerca scientifico e sviluppo che diede origine a diverse scoperte, tra cui uno dei sistemi più diffusi al mondo per la produzione commerciale di urea, utilizzata nel campo dei fertilizzanti, le innovazioni sul polibutadiene apprezzate dai produttori di pneumatici e il brevetto di Reocarb, un sistema per fluidificare il carbone e renderlo trasportabile in condotte.